# Schweizer Meister (Wasserball)
Der Schweizer Meister im Wasserball wird in der National League A mit 8 Mannschaften in ermittelt.
Die zweithöchste Klasse ist die National League B.
Die Qualifikation der NLA-Meisterschaft besteht aus 3 Spielrunden, jede Mannschaft spielt also 3-mal gegen alle anderen Teams. Die erste Runde wird als Winterrunde bezeichnet, denn sie findet zwischen Januar und März statt und wird darum in Hallenbädern ausgetragen.
Nach der Qualifikation findet zuerst das Playoff-Viertelfinale statt. In diesem Viertelfinale spielen allerdings nur der 3. der Qualifikation gegen den sechstplatzierten sowie der 4. gegen den 5., denn die ersten beiden Teams der Qualifikation sind direkt im Halbfinale. Die Viertelfinals werden im best-of-three Modus gespielt.
Das Halbfinale sowie das Finale werden im best-of-five Modus ausgetragen.
Um den Aufstieg wird folgendermassen gekämpft: Der 7. der NWL spielt im best-of-three Modus gegen den 8. der NWL. Der Verlierer des Duells beider NLA-Mannschaften spielt nun gegen die beiden besten NLB-Mannschaften um den letzten Platz in der Nationalliga A.

## Anzahl Titelgewinne
- 30 SC Horgen
- 17 Società Nuoto Lugano
- 14 Genève Natation
- 13 SC Kreuzlingen
- 5 CN Lausanne
- 5 SC Zürich
- 5 SK St.Gallen
- 4 SK Arbon
- 2 SC Romanshorn
- 2 SC Schaffhausen
- 1 CN Monthey
- 1 Red Fish Neuenburg
- 1 SK Luzern
- 1 SV Limmat
- 1 Schwimmverein beider Basel

## Die Schweizer Wasserballmeister
1917 SC St. Gallen
1918
1919
1920
1921
1922 Genève Natation
1923 SC St. Gallen
1924 SK Arbon
1925 Red Fish Neuenburg
1926 SC St. Gallen
1927 SK Arbon
1928 Genève Natation
1929 SC Romanshorn
1930 SC Romanshorn
1931 CN Lausanne
1932 Genève Natation
1933 Genève Natation
1934 Genève Natation
1935 Genève Natation
1936 SC St. Gallen
1937 SK Arbon
1938 Genève Natation
1939 SC St. Gallen
1940
1941 Genève Natation
1942 Genève Natation
1943 SC Zürich
1944 SK Arbon
1945 SC Zürich
1946 SC Zürich
1947 Genève Natation
1948 SK Luzern
1949 CN Lausanne
1950 CN Lausanne
1951 CN Lausanne
1952 SC Zürich
1953 Schwimmclub Horgen
1954 Schwimmclub Horgen
1955 Schwimmclub Horgen
1956 Schwimmclub Horgen
1957 SC Zürich
1958 Schwimmclub Horgen
1959 Schwimmclub Horgen
1960 SV Limmat
1961 Schwimmclub Horgen
1962 Schwimmclub Horgen
1963 Schwimmclub Horgen
1964 Schwimmclub Horgen
1965
1966 Schwimmclub Horgen
1967 Genève Natation
1968 Genève Natation
1969 Genève Natation
1970 Società Nuoto Lugano
1971 Società Nuoto Lugano
1972 Società Nuoto Lugano
1973 Società Nuoto Lugano
1974 Genève Natation
1975 Schwimmclub Horgen
1976 Schwimmclub Horgen
1977 Schwimmclub Horgen
1978 Schwimmclub Horgen
1979 Schwimmclub Horgen
1980 Schwimmclub Horgen
1981 Schwimmclub Horgen
1982 Schwimmclub Horgen
1983 Schwimmclub Horgen
1984 Schwimmclub Horgen
1985 Società Nuoto Lugano
1986 Società Nuoto Lugano
1987 Schwimmclub Horgen
1988 Società Nuoto Lugano
1989 Società Nuoto Lugano
1990 CN Monthey
1991 Schwimmclub Horgen
1992 Schwimmclub Horgen
1993 Schwimmclub Horgen
1994 Schwimmverein beider Basel
1995 Società Nuoto Lugano
1996 Società Nuoto Lugano
1997 Società Nuoto Lugano
1998 Schwimmclub Horgen
1999 SC Kreuzlingen
2000 Schwimmclub Horgen
2001 Schwimmclub Horgen
2002 SC Kreuzlingen
2003 SC Kreuzlingen
2004 SC Schaffhausen
2005 SC Schaffhausen
2006 Società Nuoto Lugano
2007 Schwimmclub Horgen
2008 SC Kreuzlingen
2009 SC Kreuzlingen
2010 Società Nuoto Lugano
2011 SC Kreuzlingen
2012 SC Kreuzlingen
2013 SC Kreuzlingen
2014 Società Nuoto Lugano
2015 Schwimmclub Horgen
2016 Società Nuoto Lugano
2017 Società Nuoto Lugano
2018 Società Nuoto Lugano
2019 SC Kreuzlingen
2020 Abbruch Meisterschaft – Pandemie
2021 SC Kreuzlingen
2022 SC Kreuzlingen
2023 SC Kreuzlingen
2024 SC Kreuzlingen